# Pere Brusca
Pere Brusca fou un cantor i compositor d'origen aragonès del segle XV.

## Biografia
De probable origen aragonès, fou mestre de cant de la Capella Reial catalano-aragonesa d'Alfons el Magnànim al Palau de l'Aljaferia de Saragossa. El 10 de setembre de 1451, sent canònje de la Catedral de Saragossa, se li concedeix -mitjançant un document apostòlic executat per l'abat del monestir de Santes Creus (Tarragona)- l'arxidiaconat de Terol a la Seu de Saragossa. El 15 d'abril de 1454 apareix consignat com mestre de cant dels joves cantors de la Capella Reial catalano-aragnoesa de Nàpols, sota els reinats d'Alfons IV i Ferran I de Nàpols. Entre 1465, on figura com a capellà major, i 1469 fou el receptor de diversos llibres de cant d'orgue, així com graduals i atifonaris, destinats a la capella napolitana. Al 1471 fou designat bisbe d'Aserta (Caserta, Itàlia), càrrec que va exercir fins a la seva mort l'any 1474. No conservem obres seves.